# Kotešová
Kotešová és un poble i municipi d'Eslovàquia que es troba a la regió de Žilina, al centre-nord del país. El 2023 tenia 2.298 habitants. És documentat per primera vegada el 1234.

## Demografia
| Godina             | 1994 | 2004   | 2014   | 2024    |
| ------------------ | ---- | ------ | ------ | ------- |
| Nombre de persones | 1769 | 1895   | 1974   | 2330    |
| Diferència         |      | +7,12% | +4,16% | +18,03% |

| Godina             | 2023 | 2024   |
| ------------------ | ---- | ------ |
| Nombre de persones | 2298 | 2330   |
| Diferència         |      | +1,39% |